# Hordeum murinum
La cebadilla ratonera o zaragüelle (Hordeum murinum) es una especie de la familia de las gramíneas o Poaceae

## Descripción
Planta fanerógama, herbácea con tallo hueco y esponjoso que presenta entrenudos, cada tallo presenta una espiga. Las hojas formadas por vaina basal y laminadas por la lígula. Su espiga es la inflorescencia de la planta que se considera prolongación del tallo, es densa, quebradiza, cilíndrica, y está constituida por grupos de 3 espiguillas, glumas o glumelas de una sola flor. La del centro de cada grupo es bisexual, mientras que las 2 laterales son estériles o solo tienen anteras. Las puntas de las brácteas se extienden formando largas aristas ásperas y cada grupo de espiguillas se desprende unido a la única semilla. Florece en primavera verano.
Fruto generalmente cariopse. Mide unos 20 cm aproximadamente.

## Hábitat
En zonas secas y bordes de caminos, cunetas y, sobre todo, cerca de los asentamientos humanos, junto a muros y casas. Es considerado comúnmente una mala hierba por no ser conveniente para su consumo o como forraje o pasta para la alimentación del ganado.

## Distribución
General, centro, sur y norte de América, Asia, África y Europa.

## Subespecies
- H.murinum var. glaucum
- H.murinum var. leporinum
- H.murinum var. montanum
- H.morinum var. murinum
- H.murinum var. stariurum

## Sinónimos
- Triticum murale  Salisb., Prodr. Stirp. Chap. Allerton 27 (1796)
- Hordeum murinum var. genuinum Gilib., Fl. Fr. 3: (1856)
- Critesion murinum (L.) Á.Löve var. murinum, Taxon 29: 350 (1980)
- Critesion murinum var. leporinum (Link) Á.Löve
- Zeocriton murinum (L.) P.Beauv., Ess. Agrostogr. 115, 182 (1812)
- Hordeum vaginatum K.Koch, Linnaea 21: 433 (1848)
- Hordeum ciliatum Gilib., Excerc. Phyt. 2: 520 (1792) fide Covas, Madroño 10: 20 (1949)

## Nombres comunes
- Cebadilla del campo, cebadilla loca, espigadilla,también llamada Cola de zorro en Patagonia.[1]